# Мельхиседек (апокриф)
Мелхиседек — апокриф, известный в древнерусской письменности в трёх видах. К первому виду относятся те сказания, в которых излагается родословие Мелхиседека: он происходил от нечестивого племени Хамова, был сын Мельхила, сына Сида, сына Ламехова; эти сказания напечатаны в сборнике Пыпина. Другой вид составляют сказания, в которых неизвестность рода Мелхиседека объясняется чудесным рождением: Софонима, жена Нира, брата Ноева, бывшая во всю свою жизнь неплодной, в старости родила Мелхиседека; эти сказания напечатаны в сборнике Тихонравова. Третий вид составляет слово Афанасия Александрийского о Мелхиседеке. Для объяснения безродности Мелхиседека рассказывается легенда о том, как отец Мелхиседека, «Еллин не спасен», узнав, что Мельхиседек чтит Единого Бога, вздумал принести в жертву своим богам сначала его, а потом брата его Мельхила, и как Бог, по молитве Мелхиседека, наказал город землетрясением, во время которого погиб весь род Мелхиседека, и Мельхиседек остался безродным. Слово это составляет перевод с греческого слова, приписываемого Афанасию Александрийскому, вероятно потому, что в конце его упоминается о св. отцах первого Никейского собора, на котором присутствовал св. Афанасий. Слово это пользовалось большим распространением на Руси; существовала переделка его; издано в сборнике Порфирьева.